# Felip l'Evangelista
|  | No s'ha de confondre amb Felip apòstol. |

Felip l'Evangelista apareix diverses vegades en els Fets dels Apòstols. Va ser un dels Set triats per tenir cura dels pobres de la comunitat cristiana de Jerusalem. ［Ac 6］. Va predicar i va realitzar miracles a Samaria, i es va reunir i va batejar un eunuc etíop a Gaza, la qual tradicionalment marca l'inici de l'Església Ortodoxa Etíop. ［Ac 8］ Més tard, va viure a Cesarea Marítima amb les seves quatre filles que profetitzaven, on va ser visitat per Pau. ［Ac 21］

## Nou Testament
És esmentat per primera vegada en els Fets dels Apòstols ［Ac 6:5］ com un "dels set" que van ser elegits per ocupar-se de certs assumptes temporals de l'Església de Jerusalem a conseqüència de les queixes dels hel·lenistes contra els hebreus.
Després del martiri de Sant Esteve va anar a "la ciutat de Samaria", on va predicar amb molt èxit; Simó el Mag fou un dels seus conversos. Posteriorment va rebre indicacions d'un àngel perquè anés al camí entre Jerusalem i Gaza on va instruir i batejar l'eunuc etíop; després va ser "arrabassat" per l'Esperit i "es trobà" a Asdod. I des d'allí va continuar fins a Cesarea, anunciant la bona nova per totes les poblacions on passava. ［Ac 8:40］
Aquí alguns anys després, d'acord amb Ac 21:8-9, on se li descriu com "l'evangelista" (un terme trobat de nou en el Nou Testament només a Efesis ［Ef 4:11］ i a 2 Timoteu ［2 Tm 4:5］), va entretenir Pau i el seu company de camí a Jerusalem; en aquest moment "tenia quatre filles verges que posseïen el do de profecia".

## Tradició
En un període molt primerenc va arribar a ser confós amb l'apòstol Felip; la confusió és tant més fàcil perquè, com a membre estimat de la comunitat apostòlica, pot fàcilment haver estat descrit com un apòstol en el més ampli sentit de la paraula, més enllà dels 12 apòstols originals. Una tradició tardana el descriu com a establert a Tral·les, Anatòlia, on va esdevenir el bisbe d'aquesta església.
"Sant Felip el Diaca "es commemora l'11 d'octubre a l'Església Catòlica, l'Església luterana Sínode de Missouri, i a l'Església episcopal dels Estats Units. A l'Església Ortodoxa Oriental, Felip es compta entre el setanta deixebles, i es coneix com un protodiaca; la seva festivitat se celebra el 6 de juny.